# St. Petersburg Open 2010
Il St. Petersburg Open 2010 è stato un torneo di tennis che si è giocato su campi in cemento al coperto. È stata la 16ª edizione del torneo denominato St. Petersburg Open, che appartiene al circuito ATP World Tour 250 series dell'ATP World Tour 2010. Si è giocato al Petersburg Sports and Concert Complex di San Pietroburgo, in Russia, dal 25 al 31 ottobre 2010.

## Partecipanti ATP

### Teste di serie
| Giocatore           | Nazionalità   | Ranking* | Testa di serie |
| ------------------- | ------------- | -------- | -------------- |
| Michail Južnyj      | Russia        | 9        | 1              |
| Serhij Stachovs'kyj | Ucraina       | 35       | 2              |
| Janko Tipsarević    | Serbia        | 38       | 3              |
| Lu Yen-hsun         | Taipei cinese | 39       | 4              |
| Viktor Troicki      | Serbia        | 43       | 5              |
| Denis Istomin       | Uzbekistan    | 46       | 6              |
| Jérémy Chardy       | Francia       | 49       | 7              |
| Victor Hănescu      | Romania       | 51       | 8              |

- Le teste di serie sono basate sul ranking al 18 ottobre 2010.

### Altri partecipanti
I seguenti giocatori hanno ricevuto una wild card per il tabellone principale: 
- Igor' Andreev
- Andrej Kuznecov
- Dmitrij Tursunov

I seguenti giocatori sono passati dalle qualificazioni: 

- František Čermák
- Evgenij Donskoj
- Konstantin Kravčuk
- Rajeev Ram

## Campioni

### Singolare
Michail Kukuškin ha battuto in finale  Michail Južnyj con il punteggio di 6–3, 7–6(2)
- Kukuškin ha vinto il 1º titolo della sua carriera.

### Doppio
Daniele Bracciali /  Potito Starace hanno battuto in finale  Rohan Bopanna /  Aisam-ul-Haq Qureshi con il punteggio di 7–6(6), 7–6(5)